# Center for World Indigenous Studies
Le Center for World Indigenous Studies (CWIS) a été fondé en 1984 par le Dr Rudolph C. Ryser, Ph.D. (la tribu indienne Cowlitz) et le chef George Manuel (1929-1989) (la Nation Shuswap) comme une organisation éducative indépendante. Il a fait suite à une chambre de compensation de recherche et de documentation créé en 1979 en réponse aux appels de la Conférence des Gouvernements Tribaux aux États-Unis et le Conseil mondial des peuples indigènes. Par leur formation du Conseil mondial des peuples indigènes, George Manuel et le Docteur Ryser ont posé les bases pour un forum indigène et les groupes de travail à l'ONU. 